# Laura Baldwin
Laura Jane Baldwin (17 de gener de 1980) és una regatista anglesa que va competir als Jocs Olímpics d'Estiu de 2004 navegant en la classe Europe.
El 2020, Baldwin va exercir de portaveu en les protestes d'Extinction Rebellion contra els creuers amarrats a Weymouth durant la pandèmia de COVID-19. L'octubre de 2021, Baldwin va formar part d'un grup d'activistes que van bloquejar l'entrada a la refineria de Fawley a Hampshire, juntament amb el seu company olímpic Etienne Stott.